# Tenoxicam
O tenoxicam é um medicamento anti-inflamatório não esteroidal do grupo dos oxicans indicado para o tratamento da dor leve ou moderada, especialmente em condições como a artrite reumatoide, osteoartrite, e outras enfermidades reumáticas, assim como no tratamento sintomático do lumbago, gota aguda, miosites, bursites, tendinites e entorses. O tenoxicam deve ser usado com precaução em pacientes com antecedentes de úlcera péptica ou que já fora sido diagnosticado insuficiência renal.
sendo que os sintomas apresentam-se geralmente após os primeiros cinco dias de uso, considerando-se uma dose diária de 40mg.

## Efeitos adversos
A administração do tenoxicam pode causar o aparecimento de efeitos indesejados, fundamentalmente de natureza gastrointestinal, incluindo mal estar estomacal, vômitos e dor de estômago. Com menos frequência se observam reações do sistema nervoso central como dor de cabeça, vertigem e tonturas.